# FOCA
FOCA, (Formula One Constructors' Association - lb română Asociația Constructorilor din Formula 1), denumită astăzi FOA (Formula One Administration), este o organizație care reunește toate echipele de Formula 1 pentru a apăra drepturile comerciale ale acestora, creionate sub forma Acordului Concord.
Astăzi FOA își desfășoară activitatea sub forma unei societăți comerciale pe acțiuni.